# Белкин, Виктор Данилович
Виктор Данилович Белкин (3 марта 1927, Харьков — 1 сентября 2014, Московская область) — советский и российский экономист, доктор экономических наук, профессор. Главный научный сотрудник Центрального экономико-математического института РАН.

## Биография
В четырёхлетнем возрасте остался без матери. В 1937 году его отец Даниил Давидович Белкин, агроном и начальник сельхозсектора Харьковского облплана, был репрессирован, осуждён на 10 лет ИТЛ (реабилитирован в связи с пересмотром дела в 1941 году).
В 1952 году окончил Московский государственный экономический институт. С 1956 года и до последних дней работал в системе Академии наук СССР (впоследствии — Российской академии наук): в Институте электронных управляющих машин, Институте экономики, Комиссии по развитию производительных сил, Институте народнохозяйственного прогнозирования, Центральном экономико-математическом институте. В 1959 году защитил кандидатскую диссертацию «О соотношении национального дохода, общественного продукта и цен в планировании народного хозяйства: методы плановых расчетов с применением электронных вычислительных машин», в 1963 году — докторскую диссертацию по монографии «Цены единого уровня и экономические измерения на их основе». В 1996—2007 годах занимал должность консультанта президента, председателя правления Сбербанка России.
Виктор Данилович — автор более 200 опубликованных научных работ и 100 публицистических статей. Некоторые из них переведены и изданы в США, Германии, Японии, Австрии, Польше, Венгрии и Румынии.
В 1995 году В. Д. Белкин был избран членом Академии инвестиций и экономики строительства, в 2009 году — членом Международной академии организационных наук. В 2002 году стал первым лауреатом премии Международного фонда экономических исследований академика Н. П. Федоренко «За выдающийся вклад в развитие экономической науки России».
В. Д. Белкин был членом редколлегий журнала «Экономика и математические методы» и журнала «Прямые инвестиции».
Он пропагандировал свои идеи, используя различные каналы, в частности, СМИ, кинематограф (в 1986 году на Мосфильме по сценарию В. Д. Белкина, В. В. Ивантера и А. С. Соснина режиссёр А. И. Манасарова сняла художественный фильм «От зарплаты до зарплаты» на производственную тему. Фильм демонстрировался участникам последнего XXVIII съезда КПСС). В. Д. Белкин был автором сценария документального двухсерийного фильма «Модернизация по-русски», режиссёр А. Смирнов для канала «Культура» (2011).
В первом браке был женат на дочери академика А. М. Румянцева, а после её смерти — на Наталье Николаевне Захаровой.

## Научная деятельность
В. Д. Белкин внёс существенный вклад в развитие различных областей экономической науки, выдвигал и развивал идеи, направленные на повышение эффективности национальной экономики.
Белкин В. Д. был в числе пионеров формирования нового научно-прикладного направления — применения математических методов и электронно-вычислительных машин в управлении народным хозяйством.
В период косыгинской реформы 1960-х гг. Виктор Данилович активно участвовал в подготовке и проведении экономических преобразований, внедрении прогрессивных методов управления производством в условиях плановой экономики. Реформа обусловила необходимость формирования методов измерения реальных результатов и затрат на производство продукции, и В. Д. Белкин разработал модели планового ценообразования, с помощью которых были рассчитаны индексы перехода к ценам единого уровня. На основе подготовленных ЦСУ СССР межотраслевых балансов были рассчитаны коэффициенты перехода от убыточных разноуровневых цен на продукцию тяжёлой промышленности, действовавших до 1960-х годов, к ценам единого уровня. Результаты работы Виктор Данилович опубликовал в ставшей классической монографии «Цены единого уровня и экономические измерения на их основе» (М.: Экономиздат, 1963). После выхода книги в свет в сфере экономической политики произошли серьёзные подвижки[уточнить]. Учёные, занимающиеся системой расчётов моделей цен, используют пионерные работы В. Д. Белкина.

В … 1964 году Председатель Совета Министров СССР А. Н. Косыгин, выступая на сессии Верховного Совета СССР, зачитал доклад, текст которого практически полностью совпадал с текстом совместной с И. Я. Бирманом статьи Виктора Даниловича «Самостоятельность предприятий и экономические стимулы», незадолго до этого опубликованной в «Известиях».— Козырев А. Н. Три утопии и призрак коммунизма за круглым столом
Осознав необходимость продолжения реформ, В. Д. Белкин начал развивать идею о том, что Госбанк СССР, осуществлявший в то время практически все безналичные платежно-расчётные операции и обладавший всей полнотой информации о функционировании экономики, являлся единственной структурой в стране, способной управлять народным хозяйством экономическими, денежными методами. Об этом он написал в совместных с В. В. Ивантером статьях, опубликованных в газете «Правда» (29 декабря 1966 г.) и журнале «Новый мир» (1967 г. № 12).
В 1970—1980-е годы исследователь уделял значительное внимание проблемам обеспечения материально-финансовой сбалансированности на макроуровне, определению эффективности внешней торговли и инфраструктуры. В. Д. Белкин изучил степень влияния сбалансированности на эффективность общественного производства, совместно с другими учёными разработал метод и модели «доход-товары».
В конце 1980-х годов В. Д. Белкин, совместно с И. В. Нитом и П. А. Медведевым, предложил концепцию и технологию трансформации российской экономики на основе параллельной валюты — «обратимого рубля». Такой путь реформирования экономики, альтернативный шоковой терапии, давал возможность смягчить трудности переходного периода, предотвратить долларизацию народного хозяйства и т. п. Введение второй валюты предлагали многие экономисты, но теорию обосновал именно Белкин.
Дальнейшие работы В. Д. Белкина (совместно с В. П. Стороженко) были посвящены вопросам интенсификации и повышения качества экономического роста, инвестиций в жилищное строительство, рационального использования стабилизационного фонда и золотовалютных резервов, финансирования национальных проектов и др.

## Сочинения
- Белкин В., Ивантер В. Банк и управление экономикой. // Новый мир. 1967. № 12.
- Белкин В. Д., Ивантер В. В. Экономическое управление и банк. — М.: Экономика, 1969. — 144 с.
- Белкин В. Д., Ивантер В. В. Плановая сбалансированность: установление, поддержание, эффективность. — М.: Наука, 1983. — 223 с.
- От фондирования к оптовой торговле / [Белкин В. Д., Медведев П. А., Нит И. В. и др.; Под ред. И. В. Нита, Л. М. Фрейнкмана]. — М. : Экономика, 1990. — 200,[2] с. ISBN 5-282-00536-0
- Задались ли реформы Гайдара? // Новый мир. 2002. № 1.
- Ценообразование и кинематограф в реформе хозяйства в 1960—1980 годы // Экономическая наука современной России. 2003. № 2.
- Белкин В. Д., Стороженко В. П. Индикативное планирование и наращивание инвестиций — необходимые предпосылки повышения темпов роста // Экономическая наука современной России. 2002. № 4.
- Тернистый путь экономиста : Воспоминания о прожитом и размышления о грядущем. — М. : Дело, 2003. — 199 с. ISBN 5-7749-0331-1